# Крайнєв Петро Павлович
Петро Павлович Крайнєв (29 лютого 1952, Київ — 9 грудня 2014, Київ) — український науковець-патентознавець, фахівець у галузі інтелектуальної власності. Доктор наук у галузі права, кандидат економічних наук (2002). Розробник моделі процесу формування об'єкта промислової власності, фундатор патентної справи в Україні, співзасновник системи правової охорони інтелектуальної власності в Україні.
Співзасновник Науково-дослідного інституту інтелектуальної власності та Науково-дослідного центру судової експертизи з питань інтелектуальної власності, директор останньої установи протягом шести років. Автор майже 100 наукових робіт.

## Життєпис
Народився 29 лютого 1952 року в Києві. Батько — директор вагону-ресторану, мати — пекар-кондитер. Зростав із двома братами.
Закінчив школу радіоелектроніки, здобув спеціальність радіотелемайстра четвертого розряду. Протягом місяця працював радіомеханіком на радіовузлі Київського державного університету імені Тараса Шевченка, після чого був призваний до лав Радянської армії. Проходив службу у смт Десна на Чернігівщині.
У 1976 році закінчив Київський громадський інститут патентознавства, здобув кваліфікацію «Патентознавець Всесвітньої організації інтелектуальної власності». У 1979 році закінчив кафедру машин і апаратів харчових виробництв Київського технологічного інституту харчової промисловості ім. А. І. Мікояна, учень професора Володимира Аністратенка.
Протягом року (1980—1981) працював заступником начальника патентно-ліцензійного відділу Міністерства вищої і середньої спеціальної освіти УРСР. З 1981 року — педагог своєї alma mater, Київського громадського інституту патентознавства.
З 1996 року — директор Науково-дослідного центру патентної експертизи. Через три роки очолив створений на його базі Український інститут промислової власності. З 2001 року — заступник директора заснованого ним у співробітництві Науково-дослідного інституту інтелектуальної власності.
У 2002 році здобув науковий ступінь кандидата економічних наук, захистивши дисертацію на тему «Формування системи управління промисловою власністю» (науковий керівник — професор Сергій Соболь).
З 2005 року — директор заснованого ним разом з колегами Науково-дослідного центру судової експертизи з питань інтелектуальної власності. У 2011 році вийшов на пенсію, продовжував працювати в установі завідувачем лабораторії.

Могила Петра Крайнєва, Берковецьке кладовище

Помер після важкої хвороби на 63-му році життя 9 грудня 2014 року. Похований разом з родиною на Берковецькому кладовищі (ділянка № 54, 50°29′33.62″ пн. ш. 30°23′56.26″ сх. д. / 50.4926722° пн. ш. 30.3989611° сх. д.).
У 2017 році Науково-дослідним центром судової експертизи з питань інтелектуальної власності була заснована щорічна науково-практична конференція «Проблеми теорії та практики судової експертизи з питань інтелектуальної власності» («Крайнєвські читання»), присвячена пам'яті професора Крайнєва.

## Наукова та громадська діяльність
Одним із перших в незалежній Україні почав організовувати наукові та судово-експертні роботи у сфері інтелектуальної власності, співзаснував систему правової охорони інтелектуальної власності в Україні. З 1984 року виконав близько 200 судових експертиз, пов'язаних, зокрема, з винаходами та корисними моделями.
Кандидатська дисертація Петра Крайнєва 2002 року стала першою в Україні, у якій досліджувалась галузь інтелектуальної власності та була розроблена модель процесу формування об'єкта промислової власності. У тому ж році заснував новий вид судової експертизи у сфері інтелектуальної власності.
У 2009 році, разом з народним депутатом України Володимиром Полохалом, намагався створити Державний комітет з питань інтелектуальної власності, що викликало спротив багатьох колег. Патентний повірений Валерій Ситцевой заявив тоді, що за рік до цього опублікував власне дослідження наукового доробку професора Крайнєва, у якому начебто довів, що деякі його роботи «компіляція та плагіат того, що зробили інші фахівці». Самого Крайнєва Ситцевой назвав «людиною з вельми сумнівною репутацією». Ці ж звинувачення у плагіаті повторила у великій статті для «УНІАН» кандидат економічних наук Леся Дідківська.
Про погляди та діяльність Петра Крайнєва у 2017 році детально писали його колеги Геннадій Андрощук та Наталія Ковальова:
|  | Завжди вважав, що в Україні в процесах приватизації не враховувалась в повному обсязі вартість основних фондів підприємств. Неодноразово наголошував на цьому та пропонував шляхи вирішення цієї важливої проблеми. Проводив «інтелектуальний аудит» на підприємствах з метою допомогти виявити та правильно обліковувати інтелектуальну власність. |

Неодноразово брав участь у роботі Генеральної асамблеї Всесвітньої організації інтелектуальної власності. Заснував та очолював науково-практичні часописи «Інтелектуальна власність» та «Інтелектуальний капітал». Член редакційної ради часопису «Судова експертиза», редакційних колегій низки інформаційно-аналітичних видань.
Член-кореспондент Академії технологічних наук України, позаштатний консультант Комітету Верховної Ради України з питань науки і освіти (1998—2012). Обирався суддею третейського суду.

## Науковий доробок (частковий)
- Вопросы финансирования изобретательства и рационализации / П. П. Крайнев. — Киев: о-во «Знание» УССР, 1981. — 21 с.
- Технико-экономическая оценка уровня изобретений / П. П. Крайнев. — Киев: о-во «Знание» УССР, 1984. — 16 с.
- Управление техническим творчеством в трудовых коллективах / П. П. Крайнев, А. Н. Малышев, Н. М. Галак. — Киев: Технiка, 1986. — 118, [2] с.
- Охорона промислової власності в Україні: Монографія / За ред. О. Д. Святоцького, В. Л. Петрова. — К.:Видавничий Дім «Ін Юре», 1999. — 400 с.
- Інтелектуальна власність в Україні: правові засади та практика. — Наук.- практ. вид.: У 4-х т. / За заг. ред. О. Д. Святоцького. — К.: Видавничий Дім «Ін Юре», 1999.
- Патентування винаходів в Україні / За ред. П. П. Крайнєва: Монографія — К.: Видавничий Дім «Ін Юре», 2000. — 400 с.
- Экономическая безопасность предприятия: защита коммерческой тайны. — Монография. — К.: Издательский дом «Ин Юре», 2000. — 400 с.
- Андрощук Г., Крайнев П., Кавасс И. Право интеллектуальной собственности: торговые аспекты. — К.: Издательский дом «Ин Юре», 2000. — 200 с.
- Методичні рекомендації з бухгалтерського обліку нематеріальних активів. — Наук. — практ. вид. — К.: Видавничий Дім «Ін Юре», 2000. — 348 с.
- Практичний посібник з оподаткування нематеріальних активів. — К.: Видавничий Дім «Ін Юре», 2000. — 348 с.
- Святоцький О. Д., Крайнєв П. П., Ревуцький С. Ф. Правове забезпечення інноваційної діяльності в Україні: питання теорії і практики / За ред. О. Д. Святоцького. . — К.: Концерн "Видавничий Дім «Ін Юре», — 2003. — 80 с.
- Право інтелектуальної власності: Підручник для студентів вищих навч. закладів / За ред. О. А. Підопригори, О. Д. Святоцького. — К.: Видавничий Дім «Ін Юре», 2002. — 624 с.
- Основи правової охорони інтелектуальної власності в Україні: Підруч. для студ. неюрид. вузів / За заг. ред. О. А. Підопригори, О. Д. Святоцького. — К.: Концерн Видавничий Дім «Ін Юре», — 2003. — 236 с.
- Інтелектуальна економіка: управління промисловою власністю: (Монографія).- К.: Концерн "Видавничий Дім «Ін Юре», 2004. — 448 с.
- Право інтелектуальної власності: Академ. курс: Підручник для студентів вищих навч. закладів / За заг. ред. О. А. Підопригори, О. Д. Святоцького. — 2-ге вид., переробл. та допов. К.: Концерн "Видавничий Дім «Ін Юре», 2004. — 672 с.
- Святоцький О. Д., Крайнєв П. П., Прахов Б. Г. Право интеллектуальной собственности на рационализаторское предложение. / Под ред. А. Д. Святоцького. — К.: Концерн "Видавничий Дім «Ін Юре», 2004. — 128 с.
- Господарське судочинство в Україні: Суд. Практика. Захист прав інтелектуальної власності / Упоряд.: В. С. Москаленко (кер.) та ін. Відп. ред. Д. М. Притика. — К.: Концерн Видавничий Дім «Ін Юре», 2004—904 с.
- Крайнєв П. П., Ковальова Н. М., Мельников М. В. Судові експертизи у сфері інтелектуальної власності. / За ред. П. Крайнєва. — Винниця: ПП "Поліграфічний центр «Фенікс», ДІВП ВАТ «Інфракон» — «Інфракон-1», 2008. — 376 с.

## Нагороди
- премія імені Ярослава Мудрого — «за підготовку й видання підручників для студентів юридичних спеціальностей вищих закладів освіти»
- почесна грамота Кабінету Міністрів України — «за вагомий особистий внесок у забезпечення охорони інтелектуальної власності, розвиток підприємництва та формування ринкової інфраструктури в Україні, а також високий професіоналізм»[2]